# サーシャ菜美
サーシャ 菜美（サーシャ なみ、1994年12月3日 - ）は、日本のグラビアアイドル、タレント、絵師である。長野県出身。デビュー後、リップへの所属を経て2025年現在は百合川 サシャ（ゆりかわ サシャ）名義でフリーランスとして活動中。

## 人物
- 父方にロシア人の祖父を持つクォーター[5][6]。
- 絵を描くのが好きで、雑誌『EX MAX! Special』で絵日記「サーシャ菜美の妄想絵日記」の連載を持っていた[7][8]。
- ミスヤングチャンピオン2020 ファイナリスト[9][10]。
- フリーランスへの転身後の名義「百合川サシャ」については、「名字は好きな漫画のキャラクターから、名前はサーシャ感を残したくてちょっと縮めたが逆に呼びづらくなった」との旨を明かしている[4]。

## 作品

### DVD
サーシャ菜美 名義
- はじめてのサーシャ（2020年9月20日、ラインコミュニケーションズ）
- 魅惑のサーシャ（2021年1月29日、スパイスビジュアル）
- クラシーヴァヤ（2021年8月27日、竹書房）
- ロシアンルーレット（2021年12月22日、イーネット・フロンティア）

百合川サシャ 名義
- いちゃサシャ（2025年5月23日、竹書房）

### デジタル写真集
サーシャ菜美 名義
- 妄想美女（2022年2月4日）

## 出演
サーシャ菜美 名義
- 週刊アスキー No.1305（2020年10月20日発行）